# 颖果

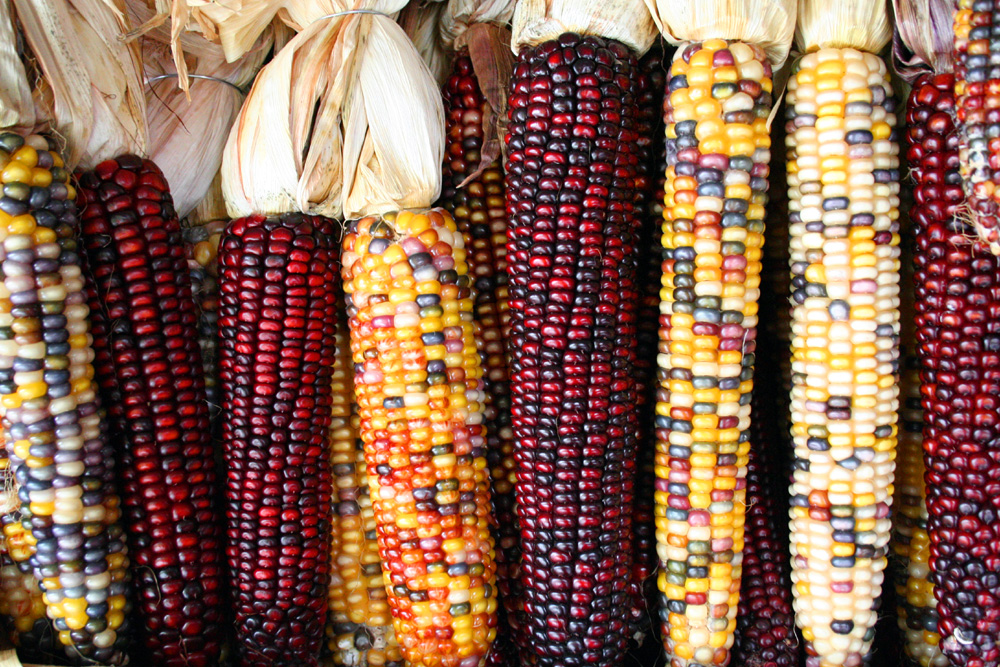
颖果：玉米的果实

颖果是果实的一种类型，属于单果，是禾本科特有的果实类型，许多颖果被人们当作粮食使用，如水稻、小麦、大麦、玉米等；谷类的颖果又称为 籽粒。每枚颖果中有且仅有一枚种子，果实发育成熟后，颖果的果皮不开裂且与种皮緊密愈合，难以分离，因此在农业生产及生态学中，人们常将颖果直接称为种子；但因实际上是果实，应称为 “种实”，而不易分开果皮和种皮，则可称为 “实皮”。
颖果这一名称得自小麦的花被，不同于其他大多数有花植物，小麦以及很多禾本科植物的花没有明显的花被，花瓣退化为鱗被，花萼则为稃片。此类果实命名之缘由，是因小麦果实被颖片包裹在內，所以被称为颖果。